# Retrato de la Armada
[[Categoría:Cuadros de Artista inglés desconocido (atribuido formalmente a George Gower)]]
El Retrato de la Armada de Isabel I de Inglaterra es el nombre de cualquiera de las tres versiones que se conservan de una pintura sobre tabla alegórica que representa a la reina de la dinastía Tudor rodeada de símbolos de la majestad real sobre un fondo que representa la derrota de la Armada Española en 1588.

## Iconografía
La combinación de un retrato de Isabel I de tamaño natural con un formato de paisaje es "bastante inédita en su retrato", aunque los retratos alegóricos en este formato, como el de la Familia de Enrique VIII: una alegoría de la sucesión de los Tudor, un retrato de 1572 atribuido a Lucas de Heere, son anteriores al Retrato de la Armada.
El arte inglés en este periodo se aisló de las tendencias de la católica Italia, y debía más a la iluminación de manuscritos flamenca y a la representación heráldica que a las ideas del Renacimiento de unidad en el tiempo y el espacio en el arte. El "Retrato de la Armada" no es una excepción: la silla de la derecha se ve desde dos ángulos diferentes, al igual que las mesas de la izquierda, y el fondo muestra dos etapas diferentes de la derrota de la Armada. En la vista de fondo de la izquierda, los barcos de fuego ingleses van a la deriva hacia la flota española, y a la derecha los barcos españoles son conducidos a una costa rocosa en medio de mares tormentosos por el viento protestante. En un nivel secundario, estas imágenes muestran a Isabel dando la espalda a la tormenta y a la oscuridad mientras la luz del sol brilla donde ella mira, iconografía que se repetiría en el retrato Ditchley de la reina de 1592 obra de Marcus Gheeraerts el Joven.

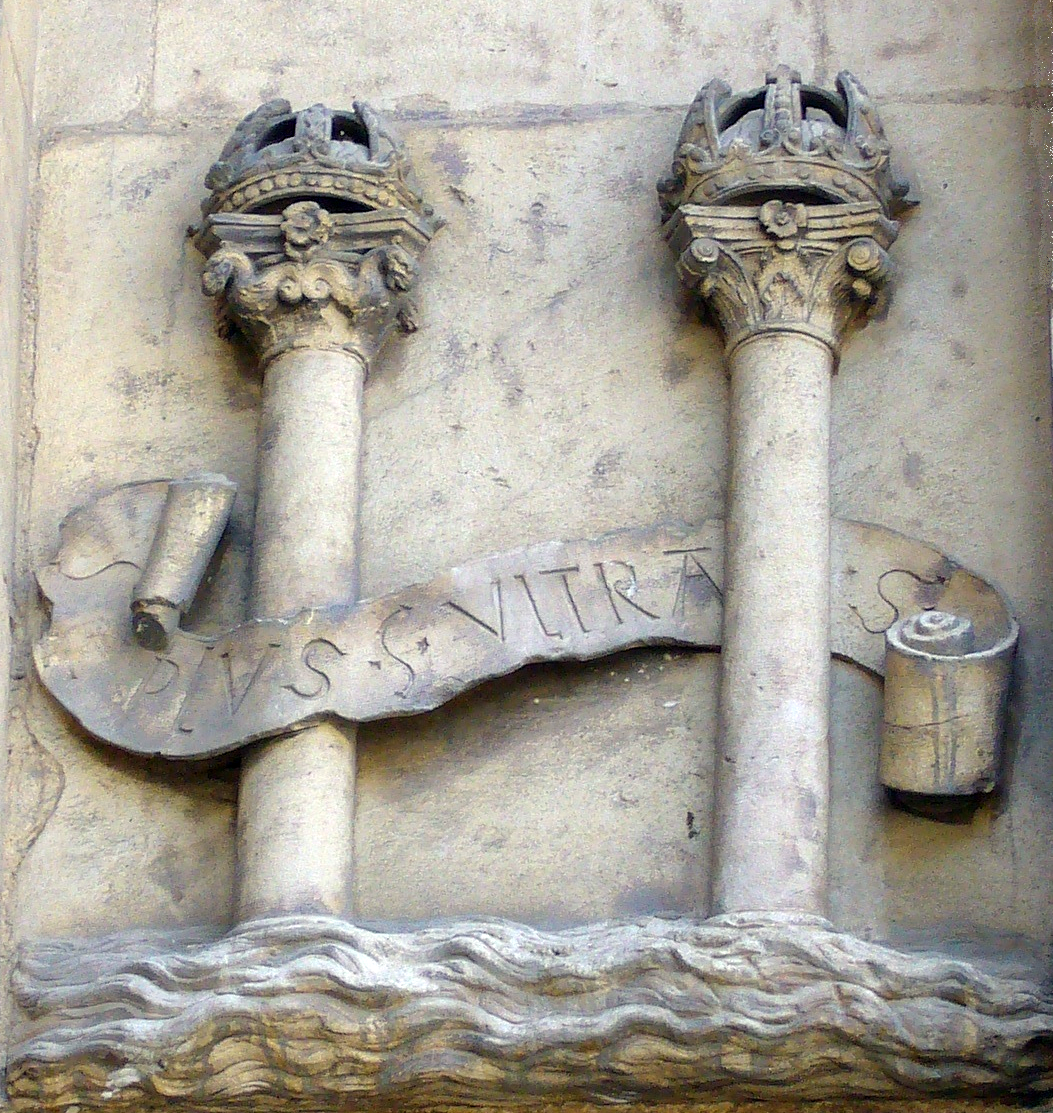
Distintivo personal de Carlos V, en el ayuntamiento de Sevilla.

La mano de la reina descansa sobre un globo terráqueo debajo de una corona en otra mesa atrás, que probablemente no es la Corona Tudor, "sus dedos cubriendo las Américas, indicando el [dominio de los mares] de Inglaterra y [los sueños de establecer colonias] en el Nuevo Mundo". La reina está flanqueada por dos columnas detrás, probablemente una referencia a  la famosa insignia heráldica del emperador Carlos V, padre de Felipe II, que representaba las Columnas de Hércules.
Los historiadores del arte Andrew Belsey y Catherine Belsey han señalado la llamativa geometría del cuadro, con los patrones repetitivos de círculos y arcos descritos por la corona, el globo terráqueo y las mangas, lechuguilla y el vestido que lleva la reina. También contraponen la figura de la reina virgen con la gran perla que simboliza la castidad suspendida de su corpiño y la sirena tallada en la silla de estado, que según ellos representan las artimañas femeninas que atraen a los marineros a su perdición, o bien que la sirena simboliza a la ejecutada reina María. Isabel está de espaldas a la sirena, indicando posiblemente que sus conspiraciones y la ejecución de María han quedado atrás para Isabel. La corona también simboliza la Monarquía inglesa.
Las cadenas de perlas en el retrato pueden representar las perlas que Isabel había comprado de las colección de María, reina de Escocia, en 1568.

## Versiones
Se conservan tres versiones del retrato, además de varios retratos derivados:
- La versión de la Woburn Abbey
- La versión de la National Portrait Gallery en Londres, que ha sido recortada por ambos lados dejando sólo un retrato de la reina.
- La versión que posee la familia Tyrwhitt-Drake, que puede haber sido encargada por Sir Francis Drake, fue registrada por primera vez en Shardeloes en Buckinghamshire en 1775. Los estudiosos están de acuerdo en que esta versión es de una mano diferente, señalando técnicas y enfoques distintivos en el modelado de los rasgos de la reina.[2][5] Esta versión fue fuertemente sobrepintada a finales del siglo XVII,[2] lo que complica la atribución y puede explicar varias diferencias en los detalles del traje.[9] La versión de Drake fue adquirida para la nación por 10,3 millones de libras en julio de 2016 tras un llamamiento del Fondo de Arte. La obra está colgada en la colección nacional de los Royal Museums Greenwich (RMG), en la Casa de la Reina, una residencia real del siglo XVII construida en el emplazamiento del Palacio de Greenwich original, lugar de nacimiento de Isabel I.[10][11]

Los dos primeros retratos se atribuyeron antiguamente al pintor de Isabel George Gower, pero los conservadores de la National Portrait Gallery creen ahora que las tres versiones fueron creadas en talleres separados, y asignan las atribuciones a "un artista inglés desconocido".

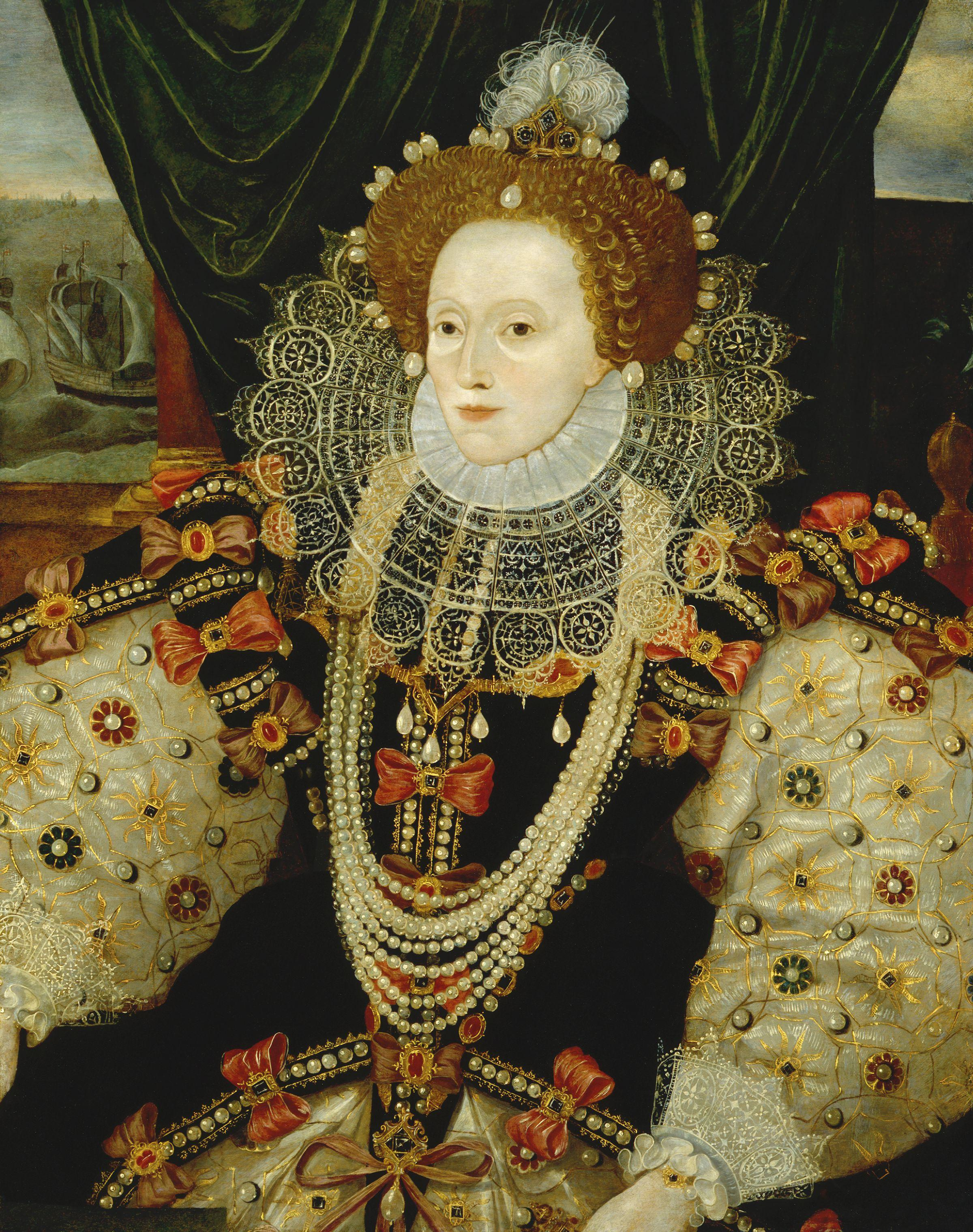
Versión del retrato de la National Gallery
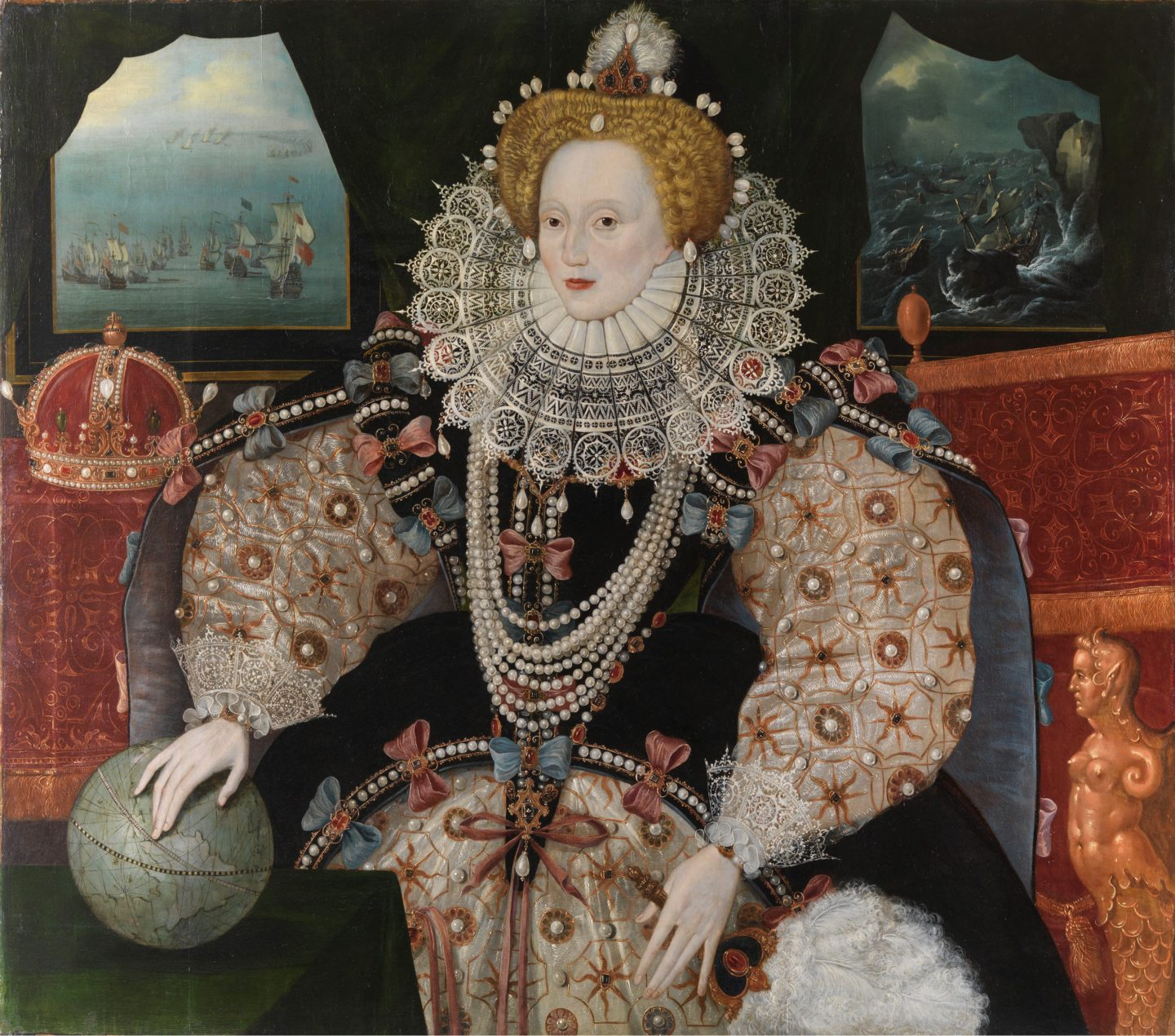
Versión "Drake", ahora en Queen's House, Royal Museums Greenwich